# Phanaeus scutifer
Phanaeus scutifer är en skalbaggsart som beskrevs av Bates 1887. Phanaeus scutifer ingår i släktet Phanaeus och familjen bladhorningar. Inga underarter finns listade i Catalogue of Life.